# Carlos Henrique Raposo
Carlos Henrique Raposo (Rio Pardo, 2 april 1963), beter bekend als Carlos Kaiser, is een Braziliaans oud-voetballer die speelde als spits. Hij wordt ook wel een 'farce-footballer' of kluchtvoetballer genoemd. Hij werd in zijn zestien jaar durende professionele carrière door tien teams gekocht maar hield verborgen dat hij eigenlijk niet kon voetballen, door onder andere zogezegd geblesseerd te zijn.

## Beginjaren
Raposo kwam aan zijn bijnaam Kaiser vanwege gelijkenissen tussen hem en Franz Beckenbauer in zijn jeugd. Raposo begon zijn jeugdcarrière bij Botafogo en verhuisde later naar Flamengo. In 1981 maakte hij indruk bij Puebla tijdens een trainingssessie. Hij kreeg dan ook een contract bij de Mexicaanse club, hoewel hij maanden later weer werd verkocht zonder ook maar één volledige wedstrijd te spelen. Kaiser speelde wel drie wedstrijden, maar stond slechts 23 minuten op het veld.

## Kluchtvoetballer
Hij keerde later terug naar Brazilië en begon een carrière als "farce-voetballer" omdat hij "voetballer wilde worden, maar niet wilde voetballen". Hij werd vrienden van vele echte voetballers, zoals Carlos Alberto Torres, Ricardo Rocha en Renato Gaúcho, zodat hij een groot netwerk had uitgebouwd wanneer hij naar een nieuwe club moest overstappen. Hij was even fysiek in orde als professionele voetballers, maar had geen voetbalvaardigheden. Zijn oplichtingen waren een kort contract tekenen en dan verklaren dat hij niet fit genoeg was om een match te spelen. Hierdoor kon hij de eerste weken alleen aan de fysieke training deelnemen, waar hij kon schitteren. Wanneer hij met andere spelers moest trainen, deed hij alsof hij een hamstringblessure had, omdat het toen nog veel moeilijker was om dit soort oplichting op te sporen. Hij had een tandarts die een club wist te overtuigen dat hij een focale infectie had wanneer deze verder wilde gaan met Raposo. Hierdoor slaagde hij erin om een paar maanden bij verschillende clubs te blijven door enkel aan de fysieke training deel te nemen. Zijn fraude werd nooit ontdekt.
Ook sloot hij vriendschappen met journalisten, zodat zij "fake-news" over hem gingen schrijven. Zo werd er in een krantenartikel geschreven dat hij geweldig had gespeeld in Puebla dat hij zelfs werd uitgenodigd om een Mexicaans staatsburger te worden om zo voor het nationale team te kunnen spelen. Hij gebruikte ook speelgoed-GSMs die op dat moment impopulair en duur waren, om valse gesprekken in vreemde talen te creëren of om niet-bestaande overdrachtsaanbiedingen af te keuren om een beeld van zichzelf te creëren als waardevolle en veelgewilde speler.

## Carrière
Bij zijn terugkeer naar Brazilië ging Kaiser weer naar Botafogo en ging hij verder met zijn carrière als oplichter. Ook hier gebruikte hij de speelgoed-GSM-truc. Hij sprak iets wat op Engels leek om zo meer tijd bij zijn club te krijgen, maar werd uiteindelijk ontdekt door een clubarts die vloeiend Engels sprak. Later ging hij weer naar Flamengo en bleef hier een paar maanden door opnieuw een blessure te faken.
Hij beweerde dat hij in Argentinië speelde bij Talleres de Córdoba en Independiente. Hij was daar gestart omdat hij een man kende genaamd "Alejandro", die een vriend was van Jorge Burruchaga. Ook beweerde hij dat hij deel uitmaakte van het team dat de Copa, de Libertadores en de Intercontinental Cup 1984 had gewonnen door zichzelf voor te doen als Carlos Enrique, een Argentijns voetballer die echt deel uitmaakte van de ploeg.
In 1986 verhuisde hij naar Europa en trad toe tot de Franse Tweede Divisie bij Gazélec Ajaccio, waar een vriend van hem speelde. Voor zijn eerste presentatie aan het publiek organiseerde de club een open trainingssessie met de fans.  Hij schoot, bang om te worden betrapt, alle ballen naar het publiek terwijl hij het logo van de club op zijn shirt kuste. Hij speelde amper met het team en keerde het jaar daarna terug naar Brazilië. Zijn vriendschap met journalisten leverde hem later een artikel op waarin hij werd voorgesteld als een topscorer in Gazélec Ajaccio, waar hij maar liefst acht seizoenen zou hebben gespeeld.
Toen hij opnieuw terugkeerde naar Brazilië ging hij naar Bangu, waar hij opnieuw zijn nep-blessure gebruikte. Castor de Andrade, de belangrijkste sponsor en de baas van de club, werd het echter zat om Kaiser enkel fysiek te zien trainen, en nooit met een bal te zien spelen. Castor zei tegen de coach dat Kaiser moest invallen, want zijn team stond achter met twee doelpunten. Toen Kaiser begon met opwarmen, zag hij dat een groep supporters kwaad was op Bangu, omdat ze achter stonden. Hij ging ernaartoe en begon ermee te vechten. Hierdoor kreeg hij, zonder op het veld te hebben gestaan, een rode kaart. Na de wedstrijd loog Kaiser tegen de Andrade dat de supporters hem een dief hadden genoemd. Kaiser werd vergeven en verdiende zelfs een verlenging van zijn contract met zes maanden. In Bangu speelde hij uiteindelijk twee wedstrijden, maar hij stond slechts achttien minuten op het veld.
Later ging Kaiser bij Fluminense spelen waar hij, samen met zijn valse blessure, opnieuw een mobiele speelgoedtelefoon gebruikte om te doen alsof hij aanbiedingen van andere clubs afwees, waarin hij zei dat hij blij was bij zijn huidige club. Hij werd uiteindelijk wel ontdekt door een assistent. Bij Fluminense speelde Kaiser vijftien wedstrijden en scoorde hij zelfs een doelpunt tegen de grootste rivaal van Fluminense, namelijk Flamengo.
Kaiser vertrok later naar Vasco da Gama, waar hij werd gecontracteerd om een teamgenoot te helpen die met een alcoholprobleem kampte.
Hij werd ook twee keer door een Amerikaans team gecontracteerd, maar speelde voor geen van beide teams een match.
Guarany is het laatste team waar Kaiser voor speelde. In deze club speelde hij twaalf wedstrijden en scoorde hij weer een doelpunt. In zijn prof-carrière speelde Kaiser uiteindelijk bij tien verschillende clubs.

## Film
In november 2015 tekende Carlos Kaiser een exclusieve overeenkomst met een Brits productiebedrijf, Nods & Volleys Entertainment Limited, dat zijn verhaal via alle media wilde vertellen. De film werd deels gefilmd als een interview met Raposo, en was voltooid in december 2016.
De wereldpremière van "Kaiser: The Greatest Footballer Never to Play Football" was op het Tribeca Film Festival op 21 april 2018. De film bevat interviews met Carlos Kaiser zelf, Carlos Alberto Torres, Zico, Renato Portaluppi, Bebeto, Leovegildo Lins da Gama Júnior en Ricardo Roberto Barreto da Rocha.

## Boek
In 2018 verscheen het boek Kaiser: The Greatest Footballer Never to Have Played Football, geschreven door journalist Rob Smyth.